# ITF Women's Circuit Tianjin 2014
L'ITF Women's Circuit Tianjin 2014 è stato un torneo di tennis facente parte della categoria ITF Women's Circuit nell'ambito dell'ITF Women's Circuit 2014. Il torneo si è giocato a Tientsin in Cina dal 19 al 25 maggio 2014 su campi in cemento e aveva un montepremi di 25 000 $.

## Vincitrici

### Singolare
Wang Qiang ha battuto in finale  Zhu Lin con il punteggio di 6–3, 6–2

### Doppio
Liu Chang /  Tian Ran hanno battuto in finale  Fatma Al-Nabhani /  Ankita Raina con il punteggio di 6–1, 7–5